# 望偏
望偏是唐代六詔之一的浪穹詔王，在父王鐸羅望死後繼位，在位年期不明，死後由兒子偏羅俟繼位。
| 前任： 鐸羅望 | 六詔浪穹詔王 | 繼任： 偏羅俟 |